# Musée Ducal Bouillon
A Musée Ducal Bouillon a vallóniai Bouillon belga város helytörténeti múzeuma a város felett emelkedő hegyen, Bouillon vára tőszomszédságában.

## Története
1947-ben néhány lelkes bouilloni lakos megalakította a „Régi Bouillon Barátai” (Les Amis du Vieux Bouillon) nevű egyesületet.
1951-ben ők hozták létre gyűjteményeik számára a bouilloni múzeumot Bouillon vára közelében, a „hercegi palotának” nevezett épületben, amely a 17. század vége felé épült, és a Bouilloni Hercegség kormányának egykori rezidenciája volt a La Tour d'Auvergne hercegek uralkodása alatt.
Az első kiállítás a Történelem és folklór címet viselte, az Ardennek néprajza volt témája, megidézi a vidék lakóit, hiedelmeit, mesterségeit, szokásait egy sor hétköznapi tárgy bemutatása révén.
A gyűjtemények 1958-ban bővülhettek, amikor a város a múzeumnak adott egy második épületet is, amit 1710 körül építtetett Nicolas-Joseph Spontin, a hercegség szuverén udvarának tanácsadója. A főként a középkornak és az első keresztes hadjárat eposzának szentelt második kiállítás természetesen Bouillon Gottfried nevéhez fűződik. Az itt bemutatott változatos, gazdag és tudományos színvonalú gyűjtemény a múzeum fő vonzereje.
1955-ben Pierre Rousseau nyomdásznak szenteltek kiállítást, 1971-ben pedig kivételes vadászfegyverek kollekcióját mutatták be királyi pártfogással.
1994-ben a múzeum integrálta a régi, 1715 körül épült őrházat is, amelyben öntőformák és gépek idézik fel két régi, mára megszűnt Bouillon-gyár, a La Ferronnerie Bouillonnaise és a Devillez-Camion kohászati termelését.
1997. december 1-jén II. Albert belga király a „Les Amis du Vieux Bouillon” nonprofit szervezetnek a „királyi társaság” címét adományozta.
A nyitottság és minőség politikáját követve a múzeum 2000-ben a „Múzeumok és Társadalom Vallóniában” szövetség partner tagja lett, és 2001-ben csatlakozott a Luxemburg belgiumi tartomány múzeumainak chartájához.
2002. december 15-e óta a Ducal Múzeum multimédiás bemutatókat is nyújt a látogatók számára.

### Galéria

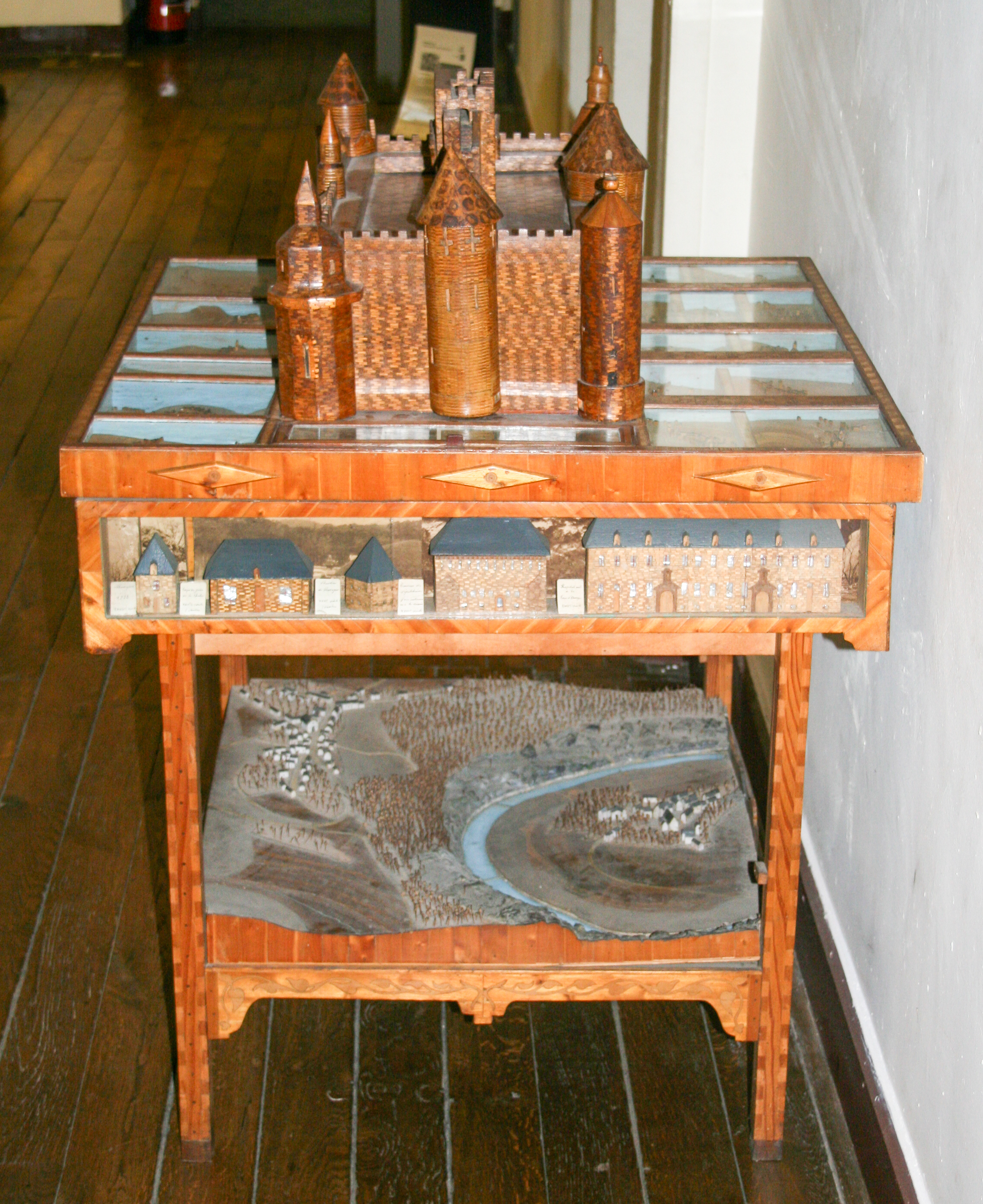
Vár modellje, alul terepasztal
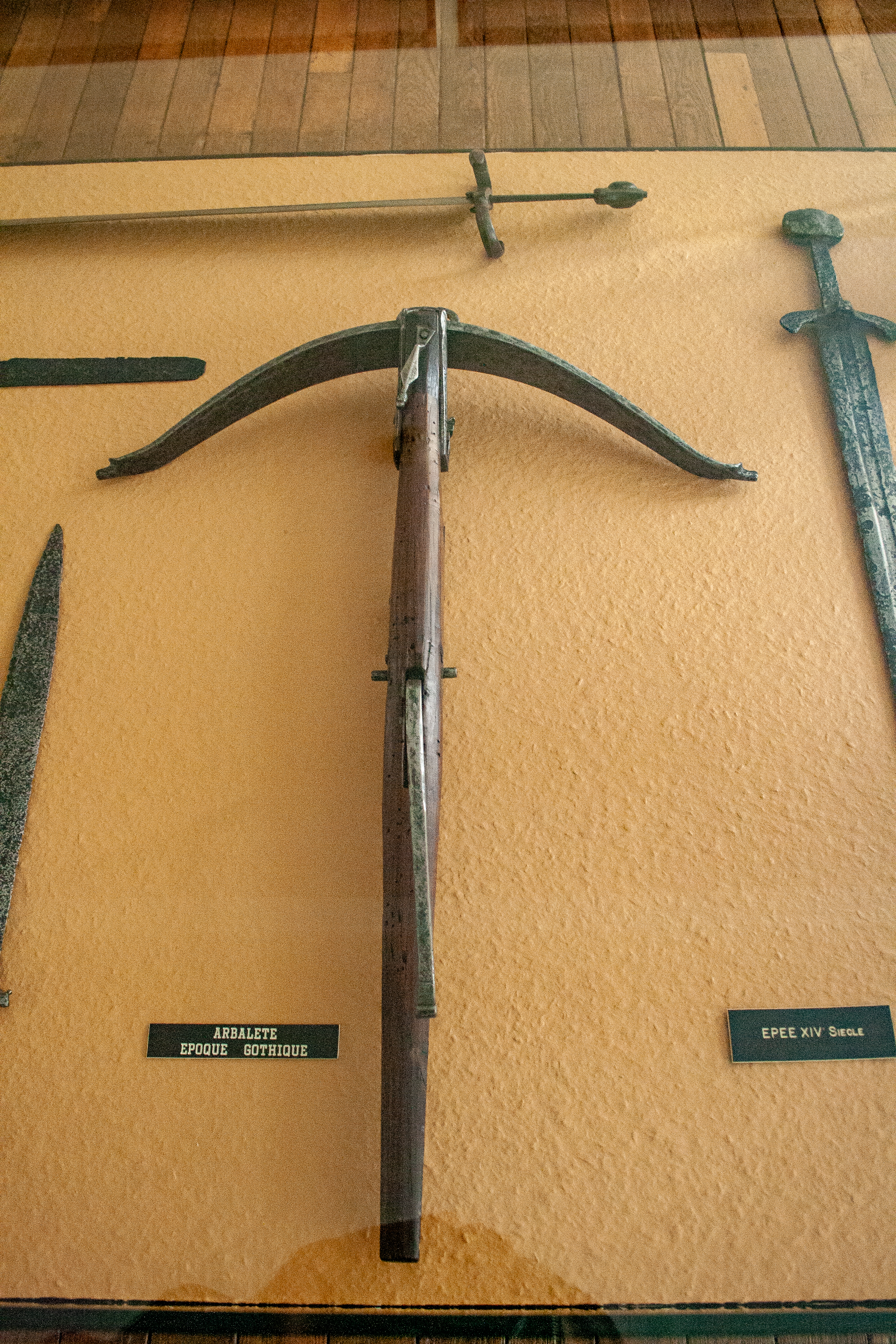
Középkori fegyverek
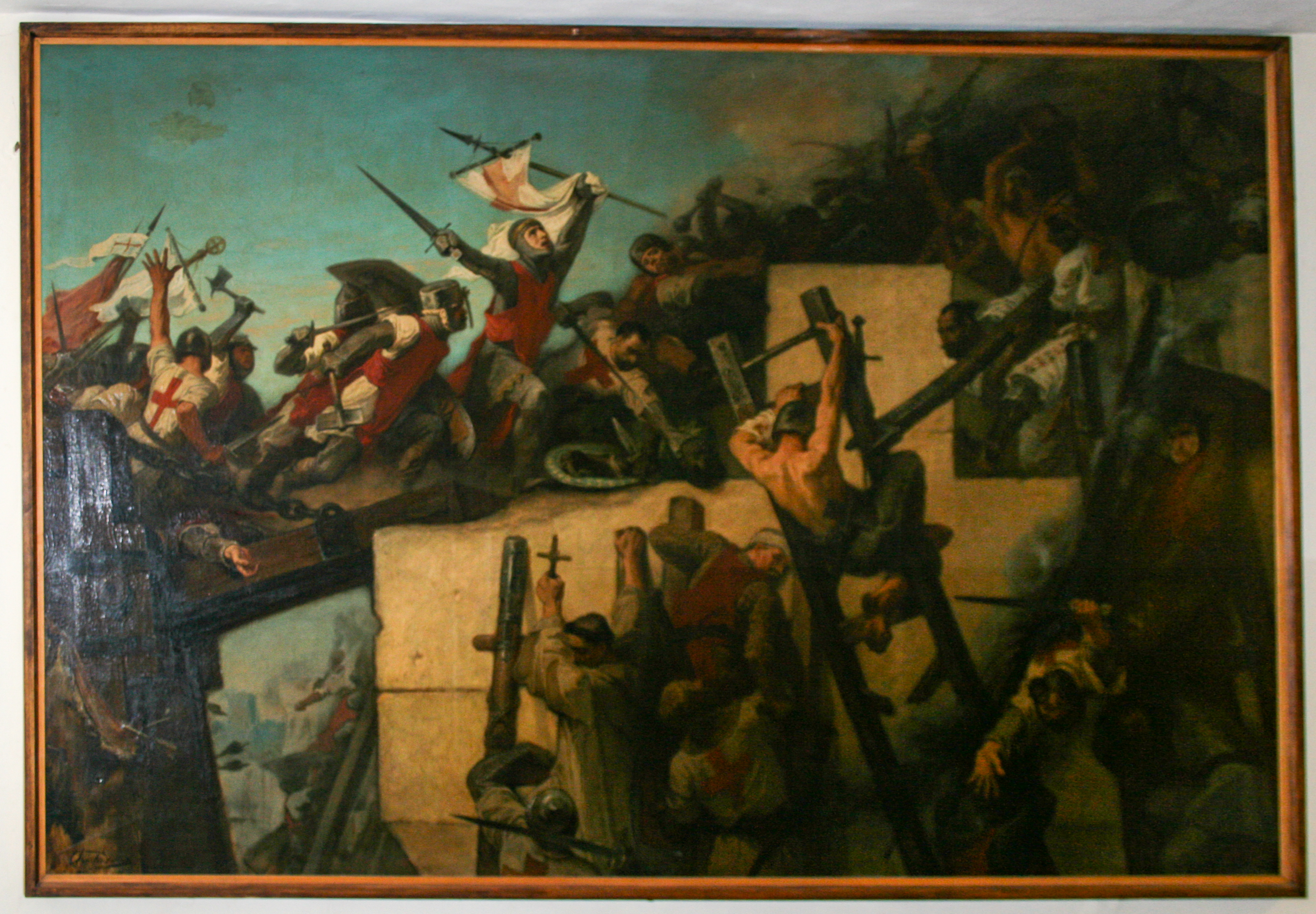
Csatajelenet
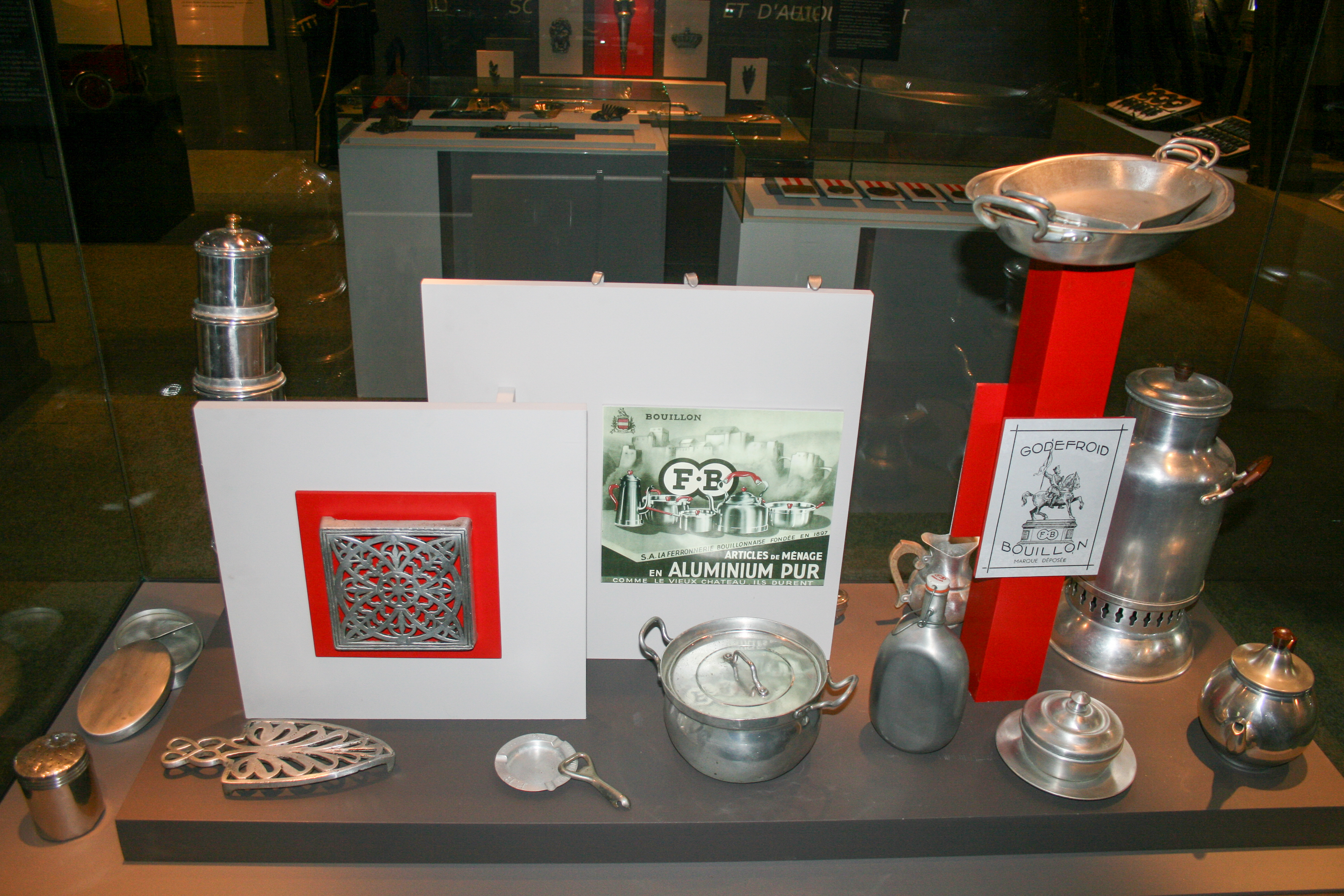
Helytörténet: A helyi alumíniumfeldolgozó termékei

## Kapcsolódó szócikk
- Bouillon vára